# Station Opalenica
Station Opalenica is een spoorwegstation in de Poolse plaats Opalenica.